# Karli
Karli är en ort i västra Indien, känd för en s.k. Chaityahall, en typ av buddhistiskt klipptempel.
Chaityahallens fasad, med en stor karnisbåge som liknar gaveln på ett halmtak, är arbetad så att den skall likna elementen i träkonstruktioner. Detsamma gäller interiören, som är uppdelad i mittskepp och sidoskepp genom rader av tätt placerade kolonner. Detta är i egentlig mening snarare skulptur än arkitektur, eftersom hallen inte är byggd, utan uthuggen och skulpterad. Först högg man ut en tunnel i bergväggen, och sedan skulpterades taket med dess imiterade bjälkar utan att man behövde använda byggnadsställningar. Därefter arbetade man sig nedåt tills utrymmet runt kolonnerna och den lilla stupan i absiden i hallens bortre del var frihugget och golvet släthugget.
Tempelhallen gav en inramning till stupan, som de troende kunde närma sig direkt eller, vilket var vanligare, vandra runt genom att följa gången mellan kolonnerna och bergväggen, varigenom de utförde kringvandringsriten, pradaksina. Tempelhallens utsmyckning är i princip begränsad till kolonnerna, som alla har basen skulpterad som en vattenkruka, sextonkantiga skaft, klockformade kapitäl och ovanför dem ett par elefanter, som uppbär kvinno- och mansgestalter vilka blickar mot mittskeppet, och hästar i par, som är vända mot sidoskeppen.
Det finns många fler figurativa skulpturer på fasaden, bl.a. reliefer av yakshis och deras manliga motsvarigheter, yakshas. Ett klarare intryck av ingången till en i berget uthuggen tempelhall ges emellertid av ett senare och rikare smyckat exempel i Ajanta. Här omfattar relieferna dock Buddhabilder, som först hade börjat förekomma under första århundradet eller tidigt under andra århundradet e.Kr.